# Deport (Teksas)
Deport – miasto w Stanach Zjednoczonych, w stanie Teksas, w hrabstwie Lamar.